# Англо-японский союз
А́нгло-япо́нский сою́з — соглашения между Великобританией и Японией, действовавшие в 1902—1921 годах.

## Предыстория
Первоначально договор был заключён министром иностранных дел Великобритании лордом Лансдауном и японским министр-резидентом в Лондоне Хаяси Тадасу в Лондоне 30 января 1902 года на 5-летний срок. Однако ещё до окончания русско-японской войны приступили к его пересмотру, и 12 августа 1905 года Лансдоун и Гаяси подписали в Лондоне новый союзный договор на 10-летний срок. Этот договор был опубликован 14 (27) сентября 1905 года, то есть через три недели после заключения Портсмутского мира.
Обстоятельства, вызвавшие англо-японский союз 1902 года, неразрывно связаны с событиями, сопровождавшими окончание японо-китайской войны 1894—1895 годов. По Симоносекскому мирному договору 17 апреля 1895 года, Китай, помимо уплаты контрибуции и разных других тяжёлых условий, был обязан признать независимость Кореи и уступить Японии Ляодунский полуостров. Тогда по инициативе России возник вопрос о воздействии европейских держав на Японию в пользу Китая. Англия, впрочем, уклонилась от вмешательства в японо-китайские дела и в возникших переговорах держалась совершенно отдельно от прочих держав.
Между тем, Россия, Франция и Германия 23 апреля 1895 года обратились к Японии с требованием об отказе от Ляодунского полуострова и о возвращении китайцам Порт-Артура. Не будучи готовой к новой войне и следуя советам английского посланника, Япония 10 мая согласилась подчиниться настояниям держав. По конвенции 8 ноября 1895 года Япония возвратила Ляодунский полуостров Китаю за вознаграждение в 30 миллионов таэлей.
Последствием европейского вмешательства явилось довольно сложное взаимное отношение держав на Дальнем Востоке. С одной стороны, образовался как бы тройственный, хотя и не оформленный, союз России, Франции и Германии, остановивший победоносное шествие японцев. Вместе с тем обнаружилось особое сближение России с Китаем: Россия снабдила его денежными средствами, необходимыми для уплаты Японии и, в благодарность за оказанную помощь, получила право продолжать свой Сибирский железнодорожный путь по китайской территории. С другой стороны, отказ Англии от воздействия на Японию положил начало для установления дружественных отношений между этими двумя государствами. С течением времени почва для развития таких дружественных отношений значительно увеличилась.
Активная политика России на Дальнем Востоке после японо-китайской войны, занятие ею в 1898 году Порт-Артура, оккупация Маньчжурии после боксёрского восстания 1900 года — всё это привело к тому, что постепенно выяснилась общность интересов Англии и Японии, желавших остановить всё возраставшее влияние России. Стремясь на материк и в частности в Корею, Япония, впрочем, сделала попытку сблизиться и с Россией, то есть с державой, наиболее заинтересованной в этом вопросе. Однако безуспешность миссии маркиза Ито в январе 1901 года, которому не удалось установить соглашения с Россией, заставила Японию искать иные способы для достижения своей цели. Сознавая близость войны с Россией и готовясь к ней, Япония считала необходимым обезопасить себя от повторения событий 1895 года, когда против Японии выступили три державы. Для Англии важно было поддержать Японию, дабы создать серьёзный противовес распространению русского владычества на Востоке. В этих условиях состоялось соглашение между Англией и Японией.

## Первый союзный договор
Первый союзный договор сроком на 5 лет был подписан в Лондоне 30 января 1902 года. Текст договора состоял из 6-и статей и предусматривал нейтралитет одного из союзников в случае войны другого с какой-либо державой и военную помощь другому союзнику, если к его противнику присоединится одно или более государств. Он гарантировал «специальные интересы» Англии в Китае, а Японии — в Корее и Китае и право союзников на вмешательство, если их «специальным интересам» будет угрожать какая-либо опасность из-за «беспорядков» внутри этих стран или опасность извне. Договор носил антирусскую направленность и был для Японии подготовкой к русско-японской войне.
Вслед за опубликованием текста договора последовала торжественная декларация России и Франции от 3/16 марта 1902 года, в которой оба правительства объявляли, что в случае враждебных действий других держав, либо повторения беспорядков в Китае, которые могут нарушить целостность и свободное развитие Поднебесной империи, они предоставляют себе «озаботиться принятием соответствующих мер к охранению своих интересов». Сравнивая эту декларацию с англо-японским договором, нельзя не признать, что их значение было далеко не равноценно. В то время как первая носит следы неясных и неуверенных решений, договор 1902 года точно устанавливает взаимные отношения союзников и предопределяет полную изолированность России на случай будущей войны с Японией. Последующие события вполне подтвердили важное значение англо-японского союза. Япония, во время войны с Россией, была им обеспечена от какого бы то ни было постороннего вмешательства. Успех договора 1902 года и сочувствие, которым он пользовался как в Японии, так и в Англии, привели к тому, что перед окончанием русско-японской войны, когда вполне уже выяснилось, что положение вещей на Дальнем Востоке должно значительно измениться, возник вопрос о пересмотре этого договора и о замене его новым.

## Второй союзный договор
Второй союзный договор сроком на 10 лет был подписан 12 августа 1905 года в Лондоне. По нему признавался протекторат Японии над Кореей. В отличие от первого, договор 1905 года предусматривал военную помощь одного союзника другому в случае войны даже с одной какой-либо державой; в сферу действия договора были включены индийские владения Англии. В условиях обострения отношений с Японией Англия опасалась, что в случае возникновения японо-американской войны она вынуждена будет, по условиям договора 1905 года, оказать помощь Японии. Договор различал два рода интересов — общих и специальных. Общие интересы сводились к сохранению мира в областях восточной Азии и Индии, к обеспечению независимости и целостности Китая и к принципу равенства всех народов в торговле и промышленности в Китае. Специальные интересы у каждого союзника были различны. Специальный интерес Англии — в безопасности индийской границы. Специальный интерес Японии — в Корее, которая признавалась Англией состоящей под исключительным влиянием Японии.

## Третий союзный договор
Третий союзный договор сроком на 10 лет был подписан в Лондоне 13 июля 1911 года. По его условиям союзник не должен был оказывать военную помощь другому против той державы, с которой он имеет генеральный арбитражный договор (в это время Англия вела переговоры с США о заключении такого договора).
Столкновения экономических интересов Японии и Англии в Китае, а также сближение Англии и Японии с Россией ослабили антирусскую направленность и общее значение Союза. В изменившейся международной обстановке Союз принял антигерманский характер. На Парижской мирной конференции 1919—1920 годов Япония, используя Союз и поддерживая Англию по ряду вопросов, добилась удовлетворения своих притязаний на Шаньдун и на тихоокеанские острова, принадлежавшие Германии.

## Расторжение союза
На Вашингтонской конференции 1921—1922, 13 декабря 1921 года был заключён Трактат четырёх держав между США, Великобританией, Францией и Японией. Статья 4 гласила, что после ратификации договора англо-японский союз, возобновлённый в 1911 году, теряет силу. Английские дипломаты стремились подчеркнуть, что договор был не аннулирован, а лишь заменён соглашением четырёх держав, — двусторонний пакт уступил место пакту четырёх держав. Однако японский делегат так определил смысл статьи 4: «Во всяком случае вы устроили союзу (англо-японскому) блестящие похороны».